# Obniżenie Bystrzycy Kłodzkiej
Obniżenie Bystrzycy Kłodzkiej – mikroregion geograficzny w południowo-zachodniej Polsce, w Sudetach Środkowych, w województwie dolnośląskim, powiecie kłodzkim.

## Położenie
Obniżenie Bystrzycy Kłodzkiej położone jest w środkowej części Rowu Górnej Nysy. W środku obniżenia położona jest miejscowość Bystrzyca Kłodzka. Od wschodniej strony obniżenie graniczy z Masywem Śnieżnika i Wysoczyzną Idzikowa, od północnego wschodu z małym pasmem górskim Krowiarki, od zachodu z Wysoczyzną Łomnicy oraz na małym odcinku z Górami Bystrzyckimi, na północy graniczy z Kotliną Kłodzką, a od południa sąsiaduje z Wysoczyzną Międzylesia.

## Opis
Obniżenie Bystrzycy Kłodzkiej jest to niewielkie płaskie obniżenie wyniesione pomiędzy górami, położone średnio na wysokości 350 m n.p.m., która będąc podjednostkę Rowu Górnej Nysy stanowi teren o podobnym charakterze. Jest to obszar wyżynny w kształcie zbliżonym do wąskiego prostokąta o południkowym kierunku, z położoną centralnie doliną Nysy Kłodzkiej. Obniżenie wznosi się nieznacznie na południe w kierunku Wysoczyzny Międzylesia. Wschodnie tereny obniżenia nieznacznie wznoszą się w kierunku Wysoczyzny Idzikowa i Krowiarek, a zachodnie w kierunku Gór Bystrzyckich i są one bardziej podniesione na granicy z górami. Obniżenie stanowi niezalesioną kotlinę podgórska, co ma decydujący wpływ na rolniczy charakter tego terenu.

### Budowa
Obniżenie zajmuje północno-wschodni fragment niecki śródsudeckiej, na oderwanym i wypiętrzonym fragmencie formacji skalnej Masywu Czeskiego, obszar ten powstał w czasie najstarszych ruchów górotwórczych, które doprowadziły do wydźwignięcia sąsiednich masywów górskich i nie podlegał zmianom w czasie późniejszych fałdowań. Ostateczny wygląd obniżenie otrzymało w okresie epoki lodowcowej, kiedy to lądolód skandynawski naniósł w dolinę warstwę osadów. Formacje geologiczne występujące w podłożu obniżenia, przykryte są osadami czwartorzędu i osadami polodowcowymi. Podłoże zbudowane jest ze skał metamorficznych wieku paleozoicznego oraz z piaskowców i mułowców, a podrzędnie ze zlepieńców górnokredowych.

### Krajobraz
Krajobraz obniżenia przedstawia krajobraz wyżynny. Najwyższe wzniesienia terenu nie przekraczają 470 m n.p.m. Cały obszar jest płaski, lekko pofałdowany i łagodnie, rozcięty płytkimi dolinami potoków. Jest to teren słabo zalesiony, w małym stopniu zaludniony o charakterze rolniczym. Większość obszaru zajmują łąki, pola uprawne i nieużytki. Krajobraz przeobrażony, znacznie zurbanizowany. Obszar obniżenia jest ciekawy krajobrazowo. Występują niewielkie pasy zieleni z drzew liściastych wzdłuż koryt rzek oraz w formie przydomowych nasadzeń. Tereny po wschodniej i zachodniej stronie obniżenia zajmują niewielkie lasy świerkowe.

### Rzeźba
Cały obszar obniżenia jest wyżynny z niewyraźnie zaznaczonymi wzniesieniami poprzecinany licznymi płytkimi dolinami potoków. Na obniżeniu wznosi się kilka wzniesień, jedne z wyższych występują w południowej części natomiast część północna to płaski teren lekko pofałdowany nieznacznie opadający w kierunku Kotliny Kłodzkiej.

## Wody
Sieć hydrograficzna obniżenia jest bardzo dobrze rozwinięta. Obniżenie położone jest w dorzeczu Nysy Kłodzkiej, będącej lewobrzeżnym dopływem Odry. Teren obniżenia jest obszarem o gęstej sieci rzecznej. Największą rzeką jest Nysa Kłodzka płynąca południkowo środkiem obniżenia systemem swoich dopływów zbiera wody z terenu obniżenia oraz odwadnia sąsiednie tereny. Sieć wodną stanowią potoki: Głownia, Różana, Smerek, Drwina, Łomnica, Szczawinka Jastrząb, Kamieniec, Ostatki, Bystrzyca, Toczna, Porębnik, Domaszkowski Potok, Nowinka, Wilczka, Równica, Pławienka, Pławnica, Splawa, Pławna, Cieszyca, Szklarzynka oraz kilkanaście mniejszych potoczków bez nazwy.

## Gleby
Przeważają gleby brunatne kwaśne, następne pozycje zajmują gleby bielicowe właściwe, brunatne bielicowe oraz opadowo-glejowe.